# Unintended
Unintended är den femte singeln av engelska rockgruppen Muse, och den femte och sista från deras debutalbum, Showbiz.

## Live
När denna låt spelades live från 1999-2000, spelade både Matthew Bellamy och Christoffer Wolstenholme(bas) gitarr. Matthew spelade elgitarr och Chris spelade originalsoundet på en akustisk gitarr. När låten sedan kom tillbaka till spellistan igen 2007, spelade Matthew gitarr och Chris bas. Matthew spelade oftast akustisk gitarr, men det hände att han spelade elgitarr vid tillfällen också. Sedan Muse kom igång med The Resistance tour 2009 har Matthew, vid spelning av den här låten, enbart använt sig av elgitarr.